# جون مور (مدرب خيول)
جون مور (بالإنجليزية: John Moore)‏ هو مدرب خيول أسترالي، ولد في 17 مارس 1950 في سيدني في أستراليا.